# 1936년 소비에트 연방 헌법
1936년 소비에트 연방 헌법, 일명 스탈린 헌법은 1918년의 러시아 소비에트 연방 사회주의 공화국의 헌법과 1924년의 소련의 헌법을 계승하여 제정된 공산주의 헌법이다. 국민의 모든 노동·휴식·교육·사회보장 등의 권리를 보장하고 있다.
또한 노동자 농민의 사회주의 국가인 것, 경제적 기초는 생산 수단의 사회주의적 소유인 것, 정치적 기초는 소련의 전권리를 쥐고 있는 노동자 대표의 소비에트인 것을 명시한다.

## 같이 보기
- 일하지 않는 자여, 먹지도 마라